# Findstr

findstr est une commande MS-DOS qui permet de rechercher des modèles textes dans des fichiers.

## Paramètres
La commande reçoit plusieurs paramètres :
| Paramètre   | Description                                                                    |
| ----------- | ------------------------------------------------------------------------------ |
| /b          | Correspond au modèle de texte si elle se trouve au début d'une ligne.          |
| /e          | Correspond au modèle de texte si elle est à la fin d'une ligne.                |
| /l          | Les processus les chaînes de recherche littéralement.                          |
| /r          | Processus des chaînes de recherche comme expressions régulières.               |
| /s          | Recherche dans le répertoire actif et tous ses sous-répertoires.               |
| /i          | Ignore la casse des caractères lorsque vous recherchez la chaîne.              |
| /x          | Imprime les lignes qui correspondent exactement.                               |
| /v          | Imprime uniquement les lignes qui ne contiennent pas de correspondance.        |
| /n          | Imprime le numéro de chaque ligne qui correspond à.                            |
| /m          | Imprime uniquement le nom du fichier si un fichier contient une correspondance |
| /o          | Offset de caractère imprime devant chaque ligne correspondante                 |
| /p          | Ignore les fichiers avec des caractères non imprimables.                       |
| /OFF [line] | N'ignore pas les fichiers qui ont l'attribut hors connexion.                   |
| /f: <File>  | Obtient une liste de fichiers à partir du fichier spécifié.                    |